# Campeonato Mundial de Esquí Nórdico de 1938

Alvar Rantalahti en 2.º puesto durante la modalidad de esquí de fondo de 50 km.

El XV Campeonato Mundial de Esquí Nórdico se celebró en la localidad de Lahti (Finlandia) entre el 24 y el 28 de febrero de 1938 bajo la organización de la Federación Internacional de Esquí (FIS) y la Federación Finlandesa de Esquí.

## Esquí de fondo
| Evento                   | Oro                                                                                       | Plata                                                                            | Bronce                                                                              |
| ------------------------ | ----------------------------------------------------------------------------------------- | -------------------------------------------------------------------------------- | ----------------------------------------------------------------------------------- |
| 18 km (25.02)            | Pauli Pitkänen · Finlandia · 1:09,37                                                      | Alfred Dahlqvist · Suecia · 1:10,02                                              | Kalle Jalkanen · Finlandia · 1:10,56                                                |
| 50 km (27.02)            | Kalle Jalkanen · Finlandia · 4:06,09                                                      | Alvar Rantalahti · Finlandia · 4:10,44                                           | Lars Bergendahl · Noruega · 4:10,54                                                 |
| Relevo 4 × 10 km (28.02) | Finlandia · Juho Kurikkala · Martti Lauronen · Pauli Pitkänen · Klaes Karppinen · 2:38:42 | Noruega · Ragnar Ringstad · Olav Økern · Arne Larsen · Lars Bergendahl · 2:42:30 | Suecia · Sven Hansson · Donald Johansson · Sigurd Nilsson · Martin Matsbo · 2:43:05 |

## Salto en esquí
| Evento                       | Oro                                 | Plata                                     | Bronce                              |
| ---------------------------- | ----------------------------------- | ----------------------------------------- | ----------------------------------- |
| Trampolín individual (27.02) | Asbjørn Ruud · Noruega · 226,4 pts. | Stanisław Marusarz · Polonia · 226,1 pts. | Hilmar Myhra · Noruega · 225,0 pts. |

## Combinada nórdica
| Evento             | Oro                                 | Plata                            | Bronce                              |
| ------------------ | ----------------------------------- | -------------------------------- | ----------------------------------- |
| Individual (24.02) | Olaf Hoffsbakken · Noruega · 432,60 | John Westbergh · Suecia · 412,80 | Hans Vinjarengen · Noruega · 411,20 |

## Medallero
| Núm. | País      | Oro | Plata | Bronce | Total |
| ---- | --------- | --- | ----- | ------ | ----- |
| 1    | Finlandia | 3   | 1     | 1      | 5     |
| 2    | Noruega   | 2   | 1     | 3      | 6     |
| 3    | Suecia    | 0   | 2     | 1      | 3     |
| 4    | Polonia   | 0   | 1     | 0      | 1     |
|      | TOTAL     | 5   | 5     | 5      | 15    |